# Bélesta (Ariège)
Pour les articles homonymes, voir Bélesta.
Bélesta (Belestar en occitan languedocien) est une commune française, située sur l'Hers-Vif dans le département de l'Ariège en région Occitanie.
Ses habitants sont appelés les Bélestariens ou les Cabos en référence à un petit poisson vivant dans les eaux de l'Hers-Vif et plus spécifiquement à Bélesta, devenu de plus en plus rare.
Bélesta est une commune rurale qui compte 1 085 habitants en 2022, après avoir connu un pic de population de 2 700 habitants en 1851. Elle fait partie de l'aire d'attraction de Lavelanet. Ses habitants sont appelés les Bélestariens ou Bélestariennes.

## Géographie

### Localisation
1. Carte dynamique
2. Carte Openstreetmap
3. Carte topographique
4. Carte avec les communes environnantes

La commune de Bélesta se trouve dans le département de l'Ariège, en région Occitanie.
Elle se situe à 28 km à vol d'oiseau de Foix, préfecture du département, à 35 km de Pamiers, sous-préfecture, et à 8 km de Lavelanet, bureau centralisateur du canton du Pays d'Olmes dont dépend la commune depuis 2015 pour les élections départementales.
La commune fait en outre partie du bassin de vie de Lavelanet.
Les communes les plus proches sont : 
L'Aiguillon (3,1 km), Lesparrou (3,9 km), Fougax-et-Barrineuf (4,3 km), Saint-Jean-d'Aigues-Vives (5,8 km), Le Peyrat (6,0 km), Sainte-Colombe-sur-l'Hers (6,0 km), Bénaix (6,1 km), La Bastide-sur-l'Hers (6,2 km).
Sur le plan historique et culturel, Bélesta fait partie du pays d'Olmes, haut lieu de la tragédie cathare alliant des paysages d'une extrême diversité.
Bélesta est limitrophe de cinq autres communes dont deux dans le département de l'Aude.
Les communes limitrophes sont L'Aiguillon, Fougax-et-Barrineuf, Lesparrou, Rivel, Roquefeuil et Belcaire.
| L'Aiguillon         | Lesparrou         |              |
| Fougax-et-Barrineuf | Bélesta           | Rivel (Aude) |
|                     | Roquefeuil (Aude) |              |

L'Aiguillon fait partie jusqu'aux années 1920 de la commune de Bélesta.

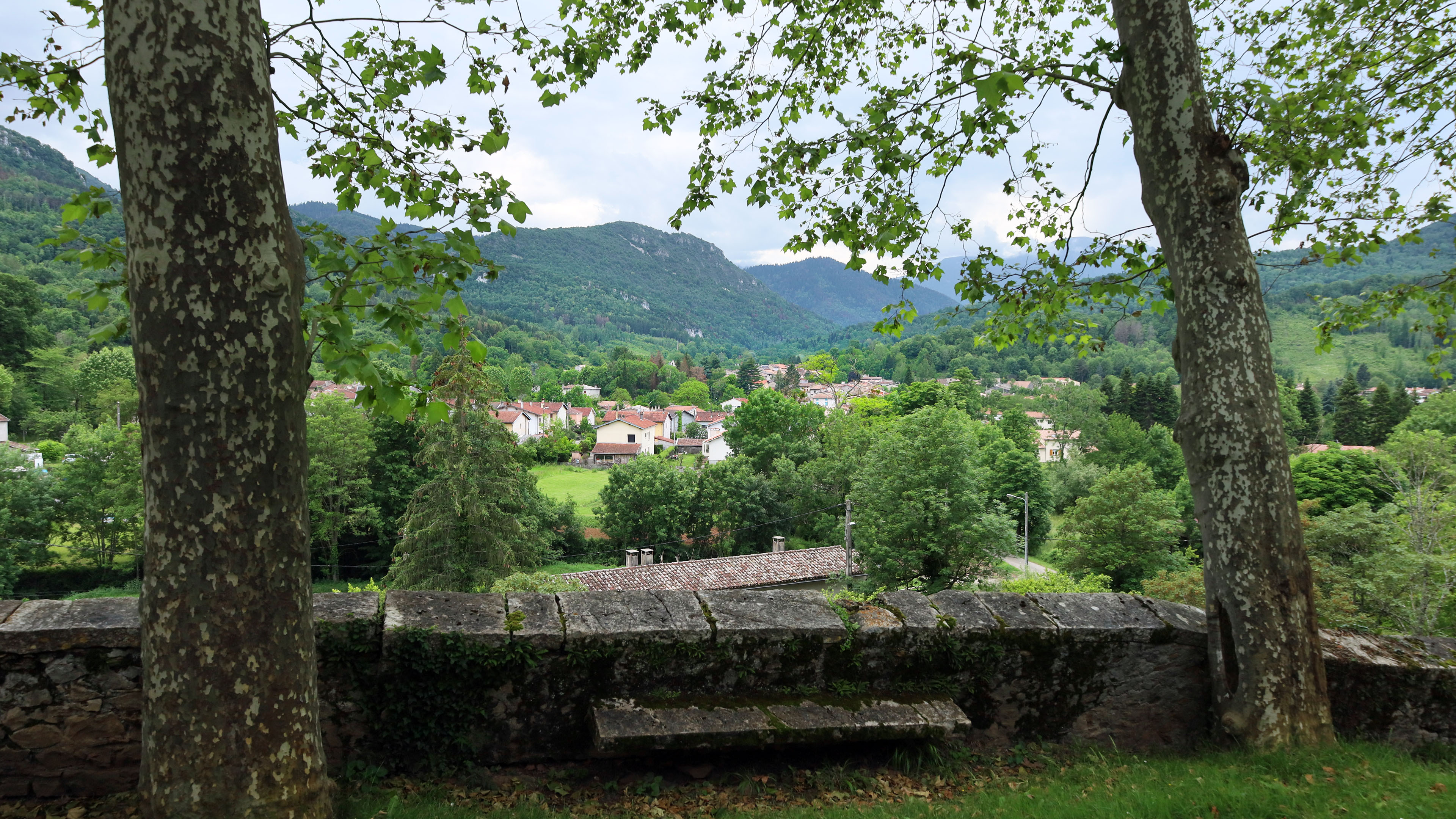
Bélesta vu de la chapelle Notre-Dame du Val d'Amour.

### Géologie et relief
La commune est située pour partie dans les Pyrénées, une chaîne montagneuse jeune, érigée durant l'ère tertiaire (il y a 40 millions d'années environ), en même temps que les Alpes, et pour partie dans le Bassin aquitain, le deuxième plus grand bassin sédimentaire de la France après le Bassin parisien. Elle est marquée par le front du chevauchement frontal nord-pyrénéen qui la traverse d'est en ouest, séparant la Zone nord-pyrénéenne (ZNP) au sud de la Zone sous-pyrénéenne (ZSP) au nord, qui constitue la frange sud du Bassin aquitain. Les terrains affleurants sur le territoire communal sont constitués de roches sédimentaires datant pour certaines du Cénozoïque, l'ère géologique la plus récente sur l'échelle des temps géologiques, débutant il y a 66 millions d'années, et pour d'autres du Mésozoïque, anciennement appelé Ère secondaire, qui s'étend de −252,2 à −66,0 Ma. La structure détaillée des couches affleurantes est décrite dans la feuille « n°1076 - Lavelanet » de la carte géologique harmonisée au 1/50 000ème du département de l'Ariège, et sa notice associée.
La superficie cadastrale de la commune publiée par l’Insee, qui sert de références dans toutes les statistiques, est de 26,94 km2,. La superficie géographique, issue de la BD Topo, composante du Référentiel à grande échelle produit par l'IGN, est quant à elle de 26,85 km2. Son relief est particulièrement découpé puisque la dénivelée maximale atteint 607 mètres. L'altitude du territoire varie entre 475 m et 1 082 m.

### Hydrographie
La commune est dans le bassin versant de la Garonne, au sein du bassin hydrographique Adour-Garonne. Elle est drainée par l'Hers-Vif, le ruisseau de Malard, le ruisseau de Bicharole, le ruisseau de la Borie, le ruisseau de l'Ayrolle et par divers petits cours d'eau, constituant un réseau hydrographique de 19 km de longueur totale,.
L'Hers-Vif, d'une longueur totale de 134,9 km, prend sa source dans la commune de Prades et s'écoule du sud vers le nord. Il traverse la commune et se jette dans l'Ariège à Cintegabelle, après avoir traversé 41 communes.

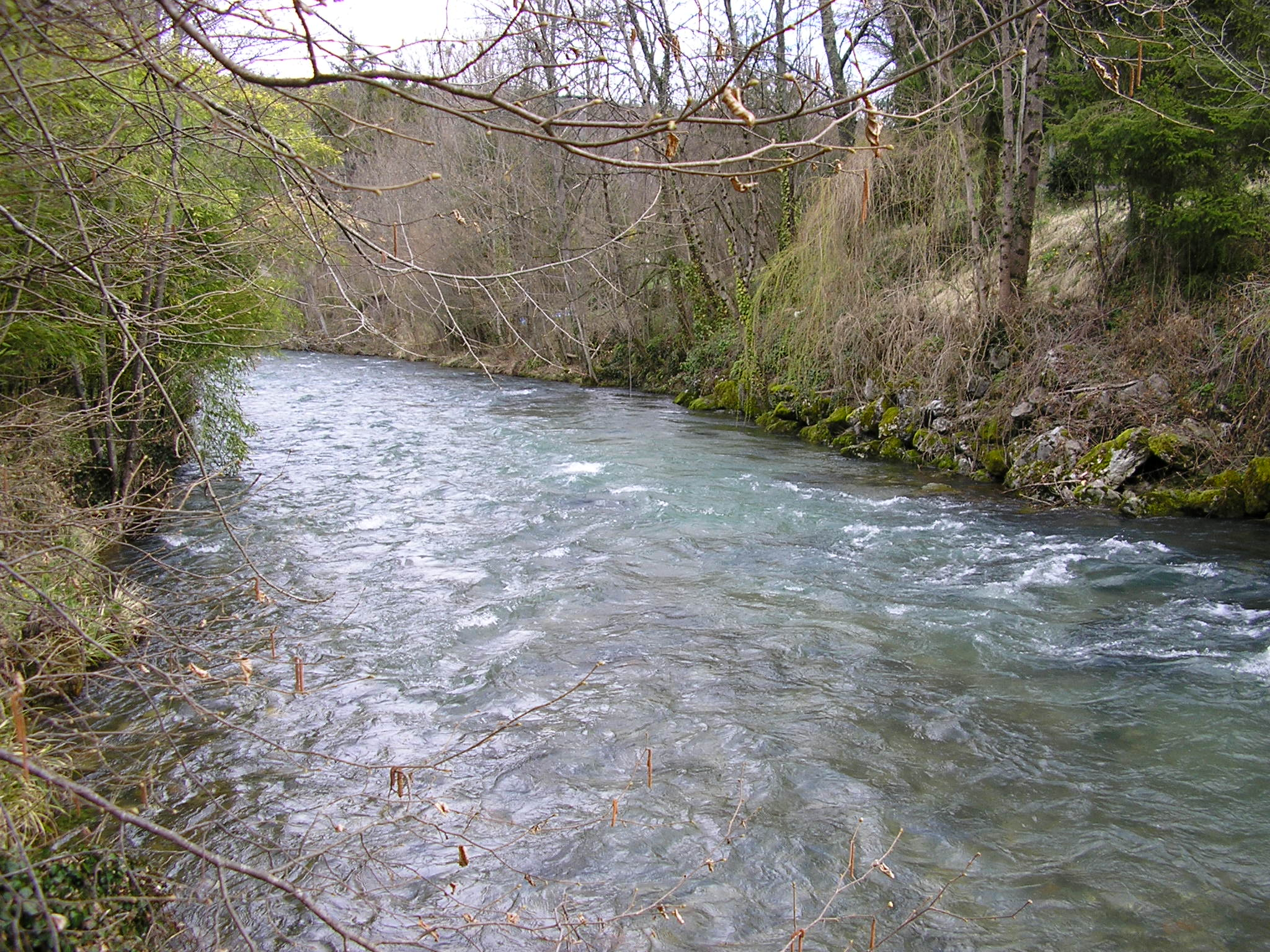
L'Hers-Vif.
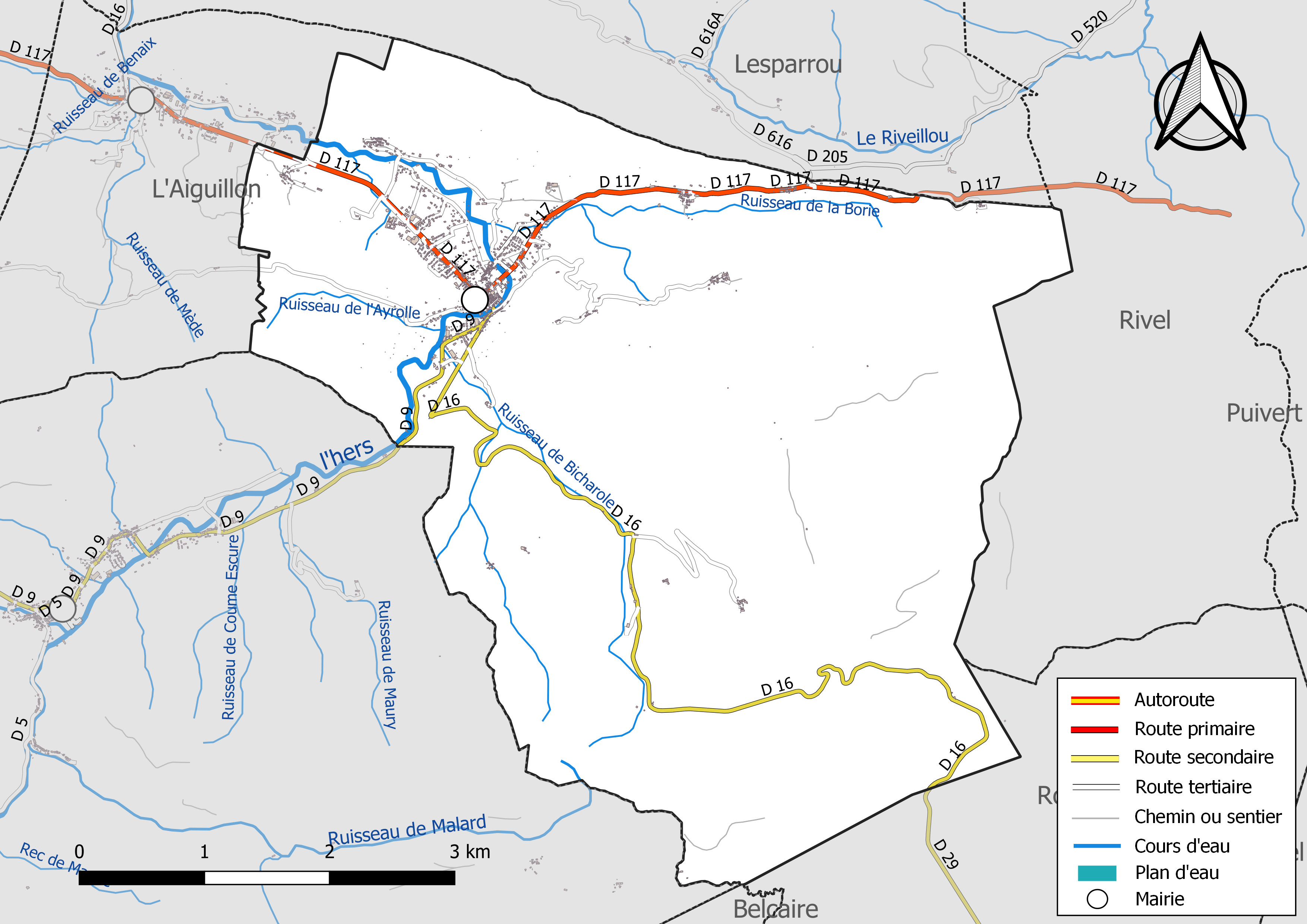
Réseaux hydrographique et routier de Bélesta.

### Climat
Pour des articles plus généraux, voir Climat de l'Occitanie et Climat de l'Ariège.
En 2010, le climat de la commune est de type climat océanique altéré, selon une étude s'appuyant sur une série de données couvrant la période 1971-2000. En 2020, Météo-France publie une typologie des climats de la France métropolitaine dans laquelle la commune est exposée à un climat de montagne et est dans une zone de transition entre les régions climatiques « Pyrénées orientales » et « Pyrénées centrales ».
Pour la période 1971-2000, la température annuelle moyenne est de 11,8 °C, avec une amplitude thermique annuelle de 15 °C. Le cumul annuel moyen de précipitations est de 947 mm, avec 10 jours de précipitations en janvier et 6,1 jours en juillet. Pour la période 1991-2020, la température moyenne annuelle observée sur la station météorologique la plus proche, située sur la commune de Léran à 10 km à vol d'oiseau, est de 12,5 °C et le cumul annuel moyen de précipitations est de 810,2 mm,. Pour l'avenir, les paramètres climatiques de la commune estimés pour 2050 selon différents scénarios d'émission de gaz à effet de serre sont consultables sur un site dédié publié par Météo-France en novembre 2022.

### Milieux naturels et biodiversité

#### Réseau Natura 2000

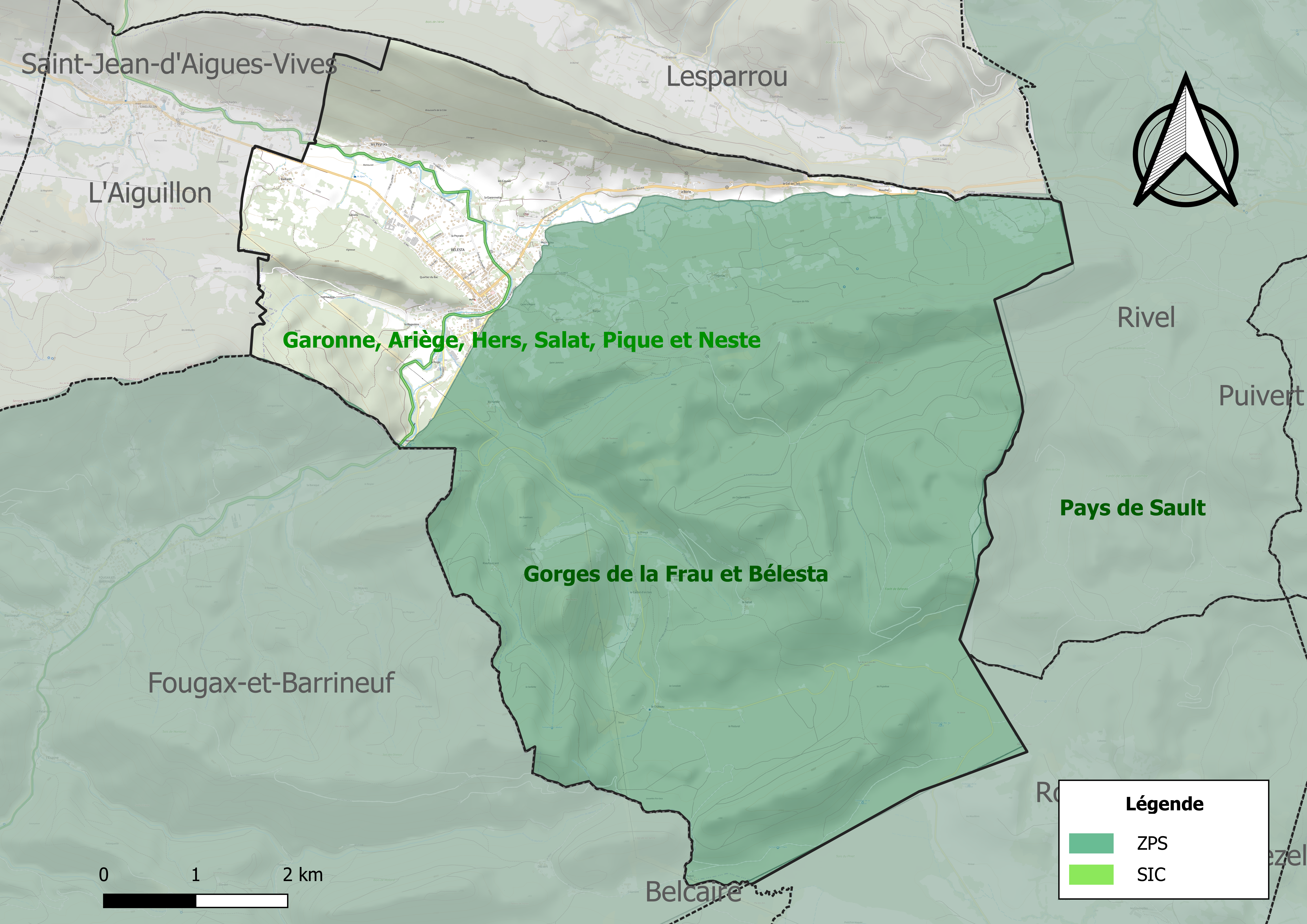
Site Natura 2000 sur le territoire communal.

Le réseau Natura 2000 est un réseau écologique européen de sites naturels d'intérêt écologique élaboré à partir des directives habitats et oiseaux, constitué de zones spéciales de conservation (ZSC) et de zones de protection spéciale (ZPS).
Un site Natura 2000 a été défini sur la commune au titre de la directive habitats :
- « Garonne, Ariège, Hers, Salat, Pique et Neste », d'une superficie de 9 581 ha, un réseau hydrographique pour les poissons migrateurs, avec des zones de frayères actives et potentielles importantes pour le Saumon en particulier qui fait l'objet d'alevinages réguliers et dont des adultes atteignent déjà Foix sur l'Ariège[26]

et un au titre de la directive oiseaux : 
- les « gorges de la Frau et Bélesta », d'une superficie de 12 360 ha, hébergent une avifaune de montagne bien représentée sur ce site avec quatorze espèces de l'annexe I qui s'y reproduisent, parmi lesquelles six espèces de rapaces diurnes et deux espèces de rapaces nocturnes[27].

#### Zones naturelles d'intérêt écologique, faunistique et floristique
L’inventaire des zones naturelles d'intérêt écologique, faunistique et floristique (ZNIEFF) a pour objectif de réaliser une couverture des zones les plus intéressantes sur le plan écologique, essentiellement dans la perspective d’améliorer la connaissance du patrimoine naturel national et de fournir aux différents décideurs un outil d’aide à la prise en compte de l’environnement dans l’aménagement du territoire.
Cinq ZNIEFF de type 1 sont recensées sur la commune :
- le « bois de Pechtignous » (327 ha), couvrant 3 communes dont 2 dans l'Ariège et 1 dans l'Aude[29] ;
- le « cours de l'Hers » (891 ha), couvrant 41 communes dont 32 dans l'Ariège, 7 dans l'Aude et 2 dans la Haute-Garonne[30] ;
- « le Plantaurel oriental » (3 272 ha), couvrant 11 communes dont 9 dans l'Ariège et 2 dans l'Aude[31] ;
- les « montagnes de Belesta, de la Frau, de l'Ordat et de Prades » (14 014 ha), couvrant 32 communes dont 28 dans l'Ariège et 4 dans l'Aude[32] ;
- la « tourbière du Pinet » (341 ha), couvrant 4 communes dont 2 dans l'Ariège et 2 dans l'Aude[33] ;

et quatre ZNIEFF de type 2, : 
- le « Grand plateau de Sault » (17 962 ha), couvrant 21 communes dont 3 dans l'Ariège et 18 dans l'Aude[34] ;
- « le Plantaurel » (42 116 ha), couvrant 72 communes dont 68 dans l'Ariège, 2 dans l'Aude et 2 dans la Haute-Garonne[35] ;
- « l'Hers et ripisylves » (1 417 ha), couvrant 41 communes dont 32 dans l'Ariège, 7 dans l'Aude et 2 dans la Haute-Garonne[36];
- les « montagnes d'Olmes » (31 924 ha), couvrant 33 communes dont 31 dans l'Ariège et 2 dans l'Aude[37].

#### Forêt de Bélesta
Bélesta est célèbre pour sa forêt de sapins, ancienne forêt royale exploitée pour les mâts de bateaux sous Louis XIV.
Il convient de noter que les dénominations des forêts s'entremêlent les limites au gré des parcelles nobiliaires, des répartitions des biens nationaux et plus tard des regroupements forestiers. Ainsi, la forêt de Sainte-Colombe pénètre sur le communal de Bélesta et inversement.

Carte des ZNIEFF de type 1 et 2 à Bélesta.
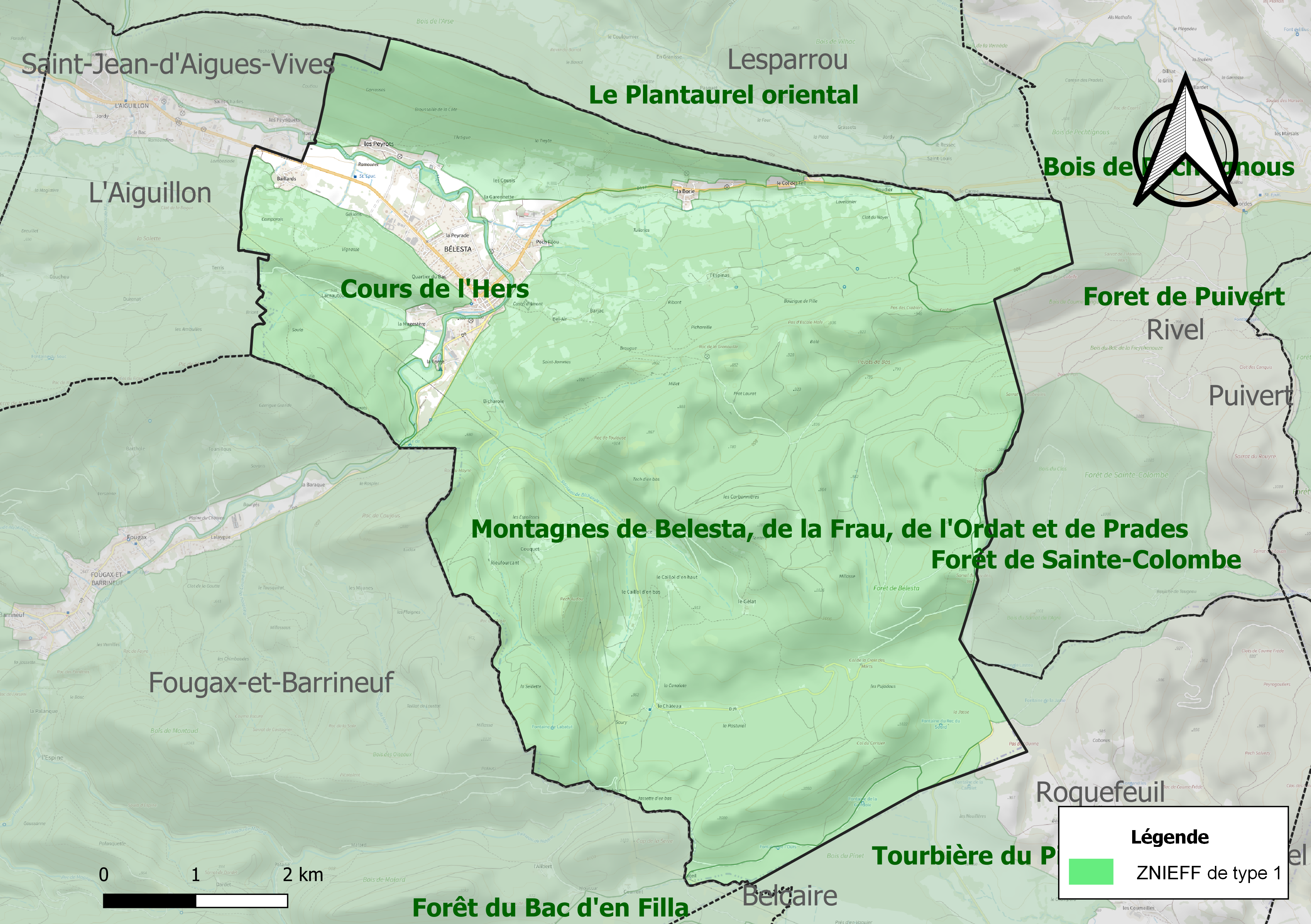
Carte des ZNIEFF de type 1 sur la commune.
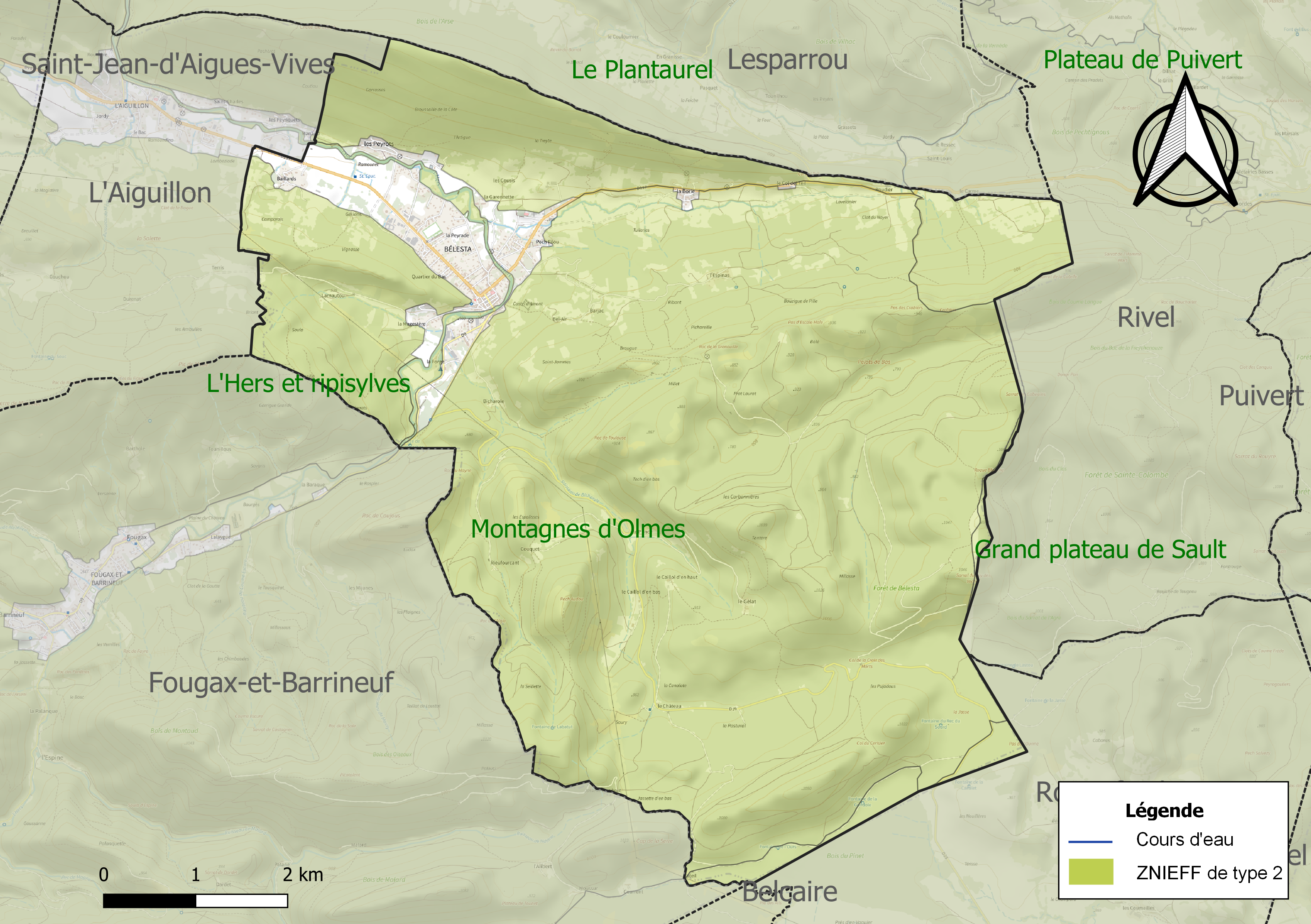
Carte des ZNIEFF de type 2 sur la commune.

## Urbanisme

### Typologie
Au 1er janvier 2024, Bélesta est catégorisée commune rurale à habitat dispersé, selon la nouvelle grille communale de densité à 7 niveaux définie par l'Insee en 2022.
Elle est située hors unité urbaine. Par ailleurs la commune fait partie de l'aire d'attraction de Lavelanet, dont elle est une commune de la couronne,. Cette aire, qui regroupe 28 communes, est catégorisée dans les aires de moins de 50 000 habitants,.

### Occupation des sols
L'occupation des sols de la commune, telle qu'elle ressort de la base de données européenne d’occupation biophysique des sols Corine Land Cover (CLC), est marquée par l'importance des forêts et milieux semi-naturels (83,5 % en 2018), une proportion sensiblement équivalente à celle de 1990 (82,7 %). La répartition détaillée en 2018 est la suivante : forêts (80,6 %), prairies (9,6 %), zones agricoles hétérogènes (4,1 %), milieux à végétation arbustive et/ou herbacée (2,9 %), zones urbanisées (2,8 %). L'évolution de l’occupation des sols de la commune et de ses infrastructures peut être observée sur les différentes représentations cartographiques du territoire : la carte de Cassini (XVIIIe siècle), la carte d'état-major (1820-1866) et les cartes ou photos aériennes de l'IGN pour la période actuelle (1950 à aujourd'hui).

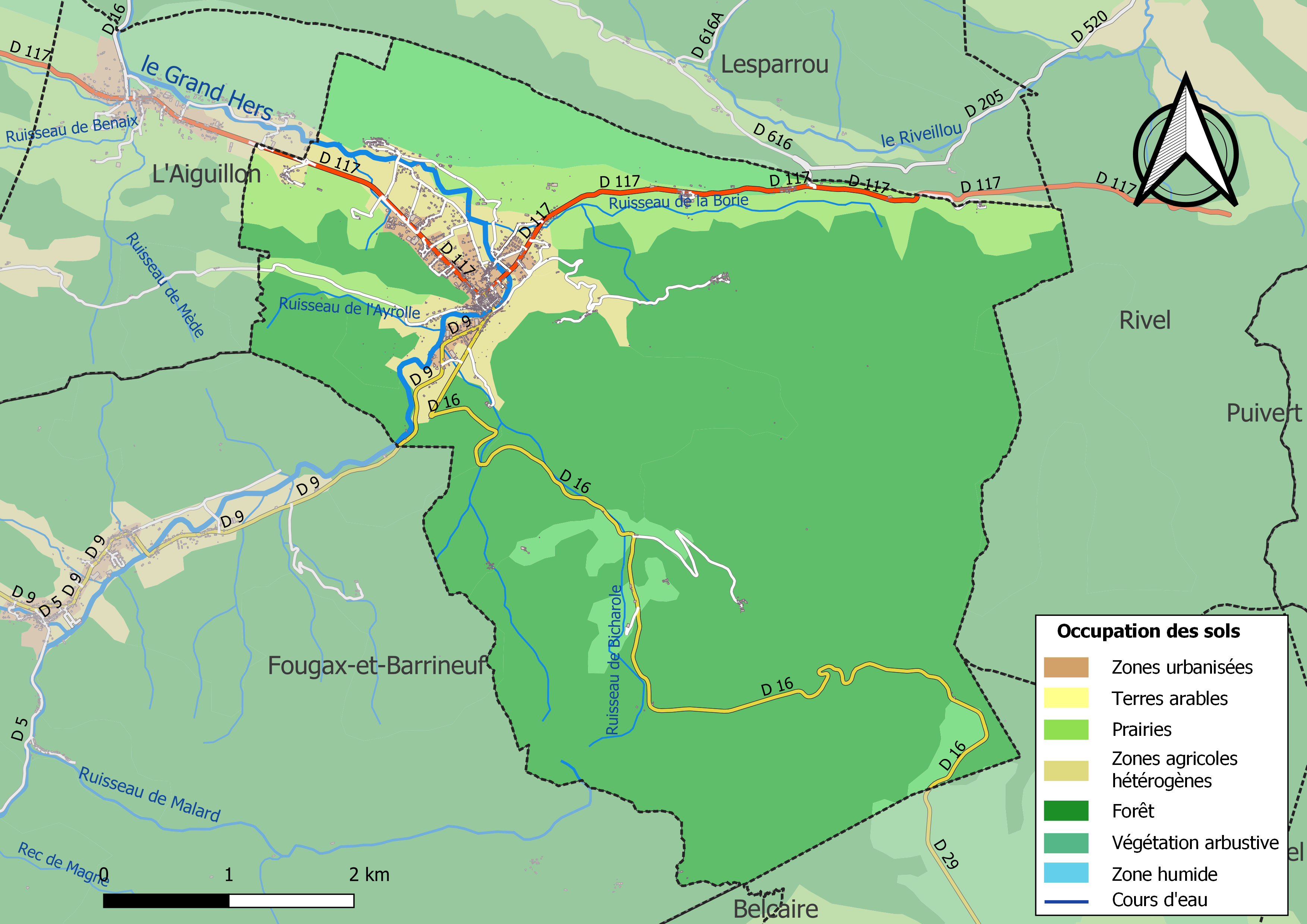
Carte des infrastructures et de l'occupation des sols de la commune en 2018 (CLC).

### Habitat et logement
En 2018, le nombre total de logements dans la commune était de 871, alors qu'il était de 853 en 2013 et de 829 en 2008.
Parmi ces logements, 59,9 % étaient des résidences principales, 21,6 % des résidences secondaires et 18,5 % des logements vacants. Ces logements étaient pour 90 % d'entre eux des maisons individuelles et pour 9,8 % des appartements.
Le tableau ci-dessous présente la typologie des logements à Bélesta en 2018 en comparaison avec celle de l'Ariège et de la France entière. Une caractéristique marquante du parc de logements est ainsi une proportion de résidences secondaires et logements occasionnels (21,6 %) inférieure à celle du département (24,6 %) mais supérieure à celle de la France entière (9,7 %). Concernant le statut d'occupation de ces logements, 74,8 % des habitants de la commune sont propriétaires de leur logement (75,7 % en 2013), contre 66,3 % pour l'Ariège et 57,5 % pour la France entière.
| Typologie                                               | Bélesta | Ariège | France entière |
| ------------------------------------------------------- | ------- | ------ | -------------- |
| Résidences principales (en %)                           | 59,9    | 65,7   | 82,1           |
| Résidences secondaires et logements occasionnels (en %) | 21,6    | 24,6   | 9,7            |
| Logements vacants (en %)                                | 18,5    | 9,7    | 8,2            |

### Voies de communication
Accès avec les routes départementales D 16, D 9 et D 117.

### Risques majeurs
Le territoire de la commune de Bélesta est vulnérable à différents aléas naturels : inondations, climatiques (grand froid ou canicule), feux de forêts, mouvements de terrains et séisme (sismicité modérée). Il est également exposé à un risque technologique, le transport de matières dangereuses,.

#### Risques naturels

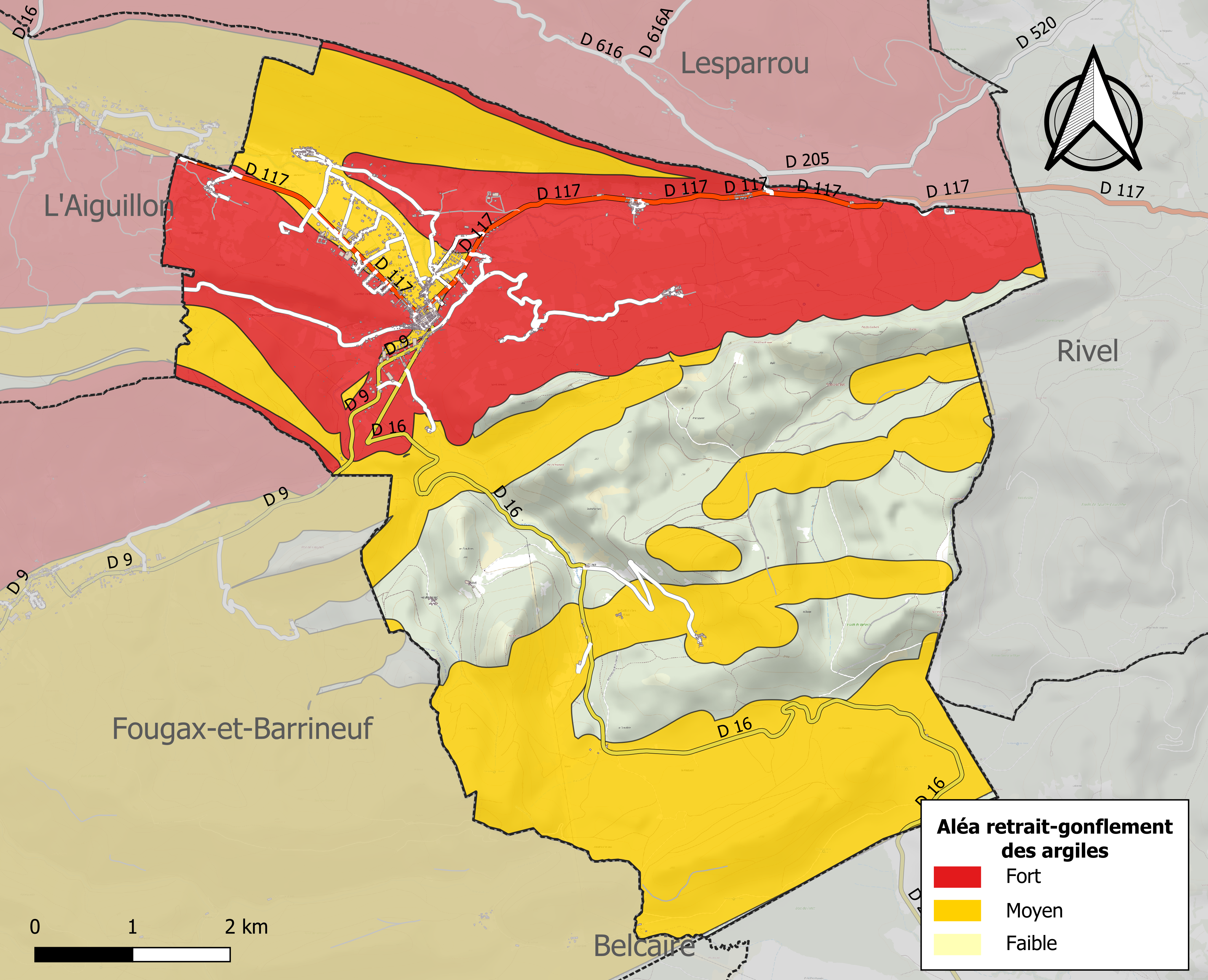
Zonage de l'aléa retrait-gonflement des argiles sur la commune de Bélesta.

Certaines parties du territoire communal sont susceptibles d'être affectées par le risque d’inondation par débordement, crue torrentielle d'un cours d'eau, l'Hers-Vif, ou ruissellement d'un versant. L'épisode de crue le plus marquant dans le département reste sans doute celui de 1875. Parmi les inondations marquantes plus récentes concernant l'Hers figure la crue torrentielle de 2014 de l'Hers amont impactant en particulier le village de Lassur.
Les mouvements de terrains susceptibles de se produire sur la commune sont soit des chutes de blocs, soit des glissements de terrains, soit des effondrements liés à des cavités souterraines, soit des mouvements liés au retrait-gonflement des argiles. Près de 50 % de la superficie du département est concernée par l'aléa retrait-gonflement des argiles, dont la commune de Bélesta. L'inventaire national des cavités souterraines permet par ailleurs de localiser celles situées sur la commune.
Ces risques naturels sont pris en compte dans l'aménagement du territoire de la commune par le biais d'un plan de prévention des risques (PPR) inondation et mouvement de terrain approuvé le 6 août 2010.

#### Risques technologiques
Le risque de transport de matières dangereuses par une infrastructure routière ou ferroviaire ou par une canalisation de transport de gaz concerne la commune. Un accident se produisant sur une telle infrastructure est en effet susceptible d’avoir des effets graves au bâti ou aux personnes jusqu’à 350 m, selon la nature du matériau transporté. Des dispositions d’urbanisme peuvent être préconisées en conséquence.

## Toponymie
Bélesta est la contraction de l'occitan "Bel estat" qui signifie bel état ou beau site (étude Christian Pousse)[réf. souhaitée].

## Histoire
La partie historique de l'article, non publiable en cet état de brouillon, a été transférée en page de discussion (voir onglet en haut de cette page) pour réécriture.

## Politique et administration

### Découpage territorial
La commune de Bélesta est membre de la communauté de communes du Pays d'Olmes, un établissement public de coopération intercommunale (EPCI) à fiscalité propre créé le 26 décembre 1995 dont le siège est à Lavelanet. Ce dernier est par ailleurs membre d'autres groupements intercommunaux.
Sur le plan administratif, elle est rattachée à l'arrondissement de Pamiers, au département de l'Ariège, en tant que circonscription administrative de l'État, et à la région Occitanie.
Sur le plan électoral, elle dépend du canton du Pays d'Olmes pour l'élection des conseillers départementaux, depuis le redécoupage cantonal de 2014 entré en vigueur en 2015, et de la première circonscription de l'Ariège  pour les élections législatives, depuis le redécoupage électoral de 1986.

### Administration municipale
Le nombre d'habitants au recensement de 2011 étant compris entre 500 et 1 499 habitants, le nombre de membres du conseil municipal pour l'élection de 2014 est de quinze,.

### Liste des maires
| Période                                  | Période  | Identité            | Étiquette | Qualité                                |
| ---------------------------------------- | -------- | ------------------- | --------- | -------------------------------------- |
| 1945                                     | 1961     | Noël Naudi          | SFIO      | Conseiller général canton de Lavelanet |
|                                          |          | Jean-Louis Salvayre |           |                                        |
|                                          |          | Gilbert Roche       | PS        |                                        |
| mars 2001                                | 2014     | Alain Bolo          | SE        |                                        |
| mars 2014                                | En cours | Marcel Girma        | SE        | Retraité                               |
| Les données manquantes sont à compléter. |          |                     |           |                                        |

## Démographie
L'évolution du nombre d'habitants est connue à travers les recensements de la population effectués dans la commune depuis 1793. Pour les communes de moins de 10 000 habitants, une enquête de recensement portant sur toute la population est réalisée tous les cinq ans, les populations de référence des années intermédiaires étant quant à elles estimées par interpolation ou extrapolation. Pour la commune, le premier recensement exhaustif entrant dans le cadre du nouveau dispositif a été réalisé en 2007.

En 2022, la commune comptait 1 085 habitants, en évolution de +3,73 % par rapport à 2016 (Ariège : +1,48 %, France hors Mayotte : +2,11 %).
| 1793  | 1800  | 1806  | 1821  | 1831  | 1836  | 1841  | 1846  | 1851  |
| ----- | ----- | ----- | ----- | ----- | ----- | ----- | ----- | ----- |
| 1 610 | 1 848 | 1 879 | 2 037 | 2 293 | 2 487 | 2 529 | 2 660 | 2 700 |

| 1856  | 1861  | 1866  | 1872  | 1876  | 1881  | 1886  | 1891  | 1896  |
| ----- | ----- | ----- | ----- | ----- | ----- | ----- | ----- | ----- |
| 2 504 | 2 459 | 2 545 | 2 534 | 2 503 | 2 382 | 2 517 | 2 235 | 2 125 |

| 1901  | 1906  | 1911  | 1921  | 1926  | 1931  | 1936  | 1946  | 1954  |
| ----- | ----- | ----- | ----- | ----- | ----- | ----- | ----- | ----- |
| 2 038 | 2 063 | 2 021 | 2 036 | 1 973 | 1 502 | 1 341 | 1 327 | 1 355 |

| 1962  | 1968  | 1975  | 1982  | 1990  | 1999  | 2006  | 2007  | 2012  |
| ----- | ----- | ----- | ----- | ----- | ----- | ----- | ----- | ----- |
| 1 395 | 1 330 | 1 441 | 1 386 | 1 337 | 1 179 | 1 114 | 1 105 | 1 065 |

| 2017  | 2022  | - | - | - | - | - | - | - |
| ----- | ----- | - | - | - | - | - | - | - |
| 1 064 | 1 085 | - | - | - | - | - | - | - |

| selon la population municipale des années : | 1968 | 1975 | 1982 | 1990 | 1999 | 2006 | 2009 | 2013 |
| Rang de la commune dans le département      | 16   | 17   | 20   | 18   | 20   | 23   | 25   | 24   |
| Nombre de communes du département           | 340  | 328  | 330  | 332  | 332  | 332  | 332  | 332  |

## Économie

### Revenus
En 2018, la commune compte 512 ménages fiscaux, regroupant 990 personnes. La médiane du revenu disponible par unité de consommation est de 18 610 € (19 820 € dans le département).

### Emploi
| Division       | 2008  | 2013   | 2018   |
| -------------- | ----- | ------ | ------ |
| Commune        | 9,7 % | 11,1 % | 14,1 % |
| Département    | 8,9 % | 11,1 % | 11,2 % |
| France entière | 8,3 % | 10 %   | 10 %   |

En 2018, la population âgée de 15 à 64 ans s'élève à 581 personnes, parmi lesquelles on compte 67,8 % d'actifs (53,7 % ayant un emploi et 14,1 % de chômeurs) et 32,2 % d'inactifs,. Depuis 2008, le taux de chômage communal (au sens du recensement) des 15-64 ans est supérieur à celui de la France et du département.
La commune fait partie de la couronne de l'aire d'attraction de Lavelanet, du fait qu'au moins 15 % des actifs travaillent dans le pôle,. Elle compte 210 emplois en 2018, contre 227 en 2013 et 235 en 2008. Le nombre d'actifs ayant un emploi résidant dans la commune est de 317, soit un indicateur de concentration d'emploi de 66,1 % et un taux d'activité parmi les 15 ans ou plus de 41,5 %.
Sur ces 317 actifs de 15 ans ou plus ayant un emploi, 101 travaillent dans la commune, soit 32 % des habitants. Pour se rendre au travail, 88,5 % des habitants utilisent un véhicule personnel ou de fonction à quatre roues, 0,3 % les transports en commun, 6,7 % s'y rendent en deux-roues, à vélo ou à pied et 4,5 % n'ont pas besoin de transport (travail au domicile).

### Activités hors agriculture
89 établissements sont implantés  à Bélesta au 31 décembre 2019. Le tableau ci-dessous en détaille le nombre par secteur d'activité et compare les ratios avec ceux du département,.
| Secteur d'activité                                                                                        | Commune | Commune | Département |
| Secteur d'activité                                                                                        | Nombre  | %       | %           |
| --- | ------- | ------- | ----------- |
| Ensemble                                                                                                  | 89      |         |             |
| Industrie manufacturière, industries extractives et autres                                                | 17      | 19,1 %  | (12,9 %)    |
| Construction                                                                                              | 9       | 10,1 %  | (14,2 %)    |
| Commerce de gros et de détail, transports, hébergement et restauration                                    | 32      | 36 %    | (27,5 %)    |
| Activités financières et d'assurance                                                                      | 3       | 3,4 %   | (2,8 %)     |
| Activités immobilières                                                                                    | 2       | 2,2 %   | (4,2 %)     |
| Activités spécialisées, scientifiques et techniques et activités de services administratifs et de soutien | 8       | 9 %     | (13,2 %)    |
| Administration publique, enseignement, santé humaine et action sociale                                    | 14      | 15,7 %  | (14,4 %)    |
| Autres activités de services                                                                              | 4       | 4,5 %   | (8,8 %)     |

Le secteur du commerce de gros et de détail, des transports, de l'hébergement et de la restauration est prépondérant sur la commune puisqu'il représente 36 % du nombre total d'établissements de la commune (32 sur les 89 entreprises implantées  à Bélesta), contre 27,5 % au niveau départemental.
Les entreprises ayant leur siège social sur le territoire communal qui génèrent le plus de chiffre d'affaires en 2020 sont : 
- Transports Jérôme Lannes, transports routiers de fret interurbain (308 k€).

La commune de Bélesta appartient au bassin textile du pays d'Olmes. C'est un bourg de tradition industrielle, qui a accueilli des entreprises de filature et tissage, de fabrication de peigne en corne, des scieries…

### Agriculture
|                                   | 1988 | 2000 | 2010 |
| --------------------------------- | ---- | ---- | ---- |
| Exploitations                     | 20   | 6    | 1    |
| Superficie agricole utilisée (ha) | 264  | 243  | 90   |

La commune fait partie de la petite région agricole dénommée « Région sous-pyrénéenne ». En 2010, l'orientation technico-économique de l'agriculture  sur la commune est l'élevage de bovins pour la viande. une seule  exploitation agricole ayant son siège dans la commune est recensée lors du recensement agricole de 2010 (douze en 1988). La superficie agricole utilisée est de 90 ha.

### Entreprise remarquable
La limonaderie de Fontestorbes, plus ancienne limonaderie artisanale de France toujours en activité depuis 1885, travaille à partir de l’eau de la fontaine de Fontestorbes au pH idéal ; elle est installée dans les locaux d'une ancienne usine textile. Les bouteilles en verre, et consignées, ont une contenance de 1 litre et le bouchon est mécanique et en porcelaine.

## Vie locale

### Enseignement
Bélesta fait partie de l'académie de Toulouse.
L'école primaire fonctionne aujourd'hui en un regroupement pédagogique intercommunal (regroupement de la vallée de l'Hers).

### Santé
Maison de retraite type EHPAD.

### Culture et festivités
Peigne en corne, Chavanne pianos fabriqués avec du bois de la forêt de Bélesta, la halle municipale qui accueille différents spectacles tout au long de l'année.

### Activités sportives
La commune compte trois clubs de rugby à XV en 2022 :
- Amicale sportive de Bélesta XV (couplée avec Laroque d'Olmes) ; Championnat de France de rugby à XV de 3e division fédérale 2016-2017 et 2017-2018
- ESLB xv affiliée FFR, comité départemental de rugby de l'Ariège, Ligue Occitanie Rugby....championnat d'Occitanie niveau Honneur-pré federale
- Les Rambailleuses d'Ariège et Rugby club féminin Pays d'Olmes ;
- Union sportive du Plateau de Sault (avec section féminine).
- Rugby Club Cathare et Amicale des anciens joueurs (en sommeil)
- Anciens de l'Amicale Sportive de Bélesta xv (en instance de création)
- Autres activités : randonnée pédestre, pétanque, chasse.

#### Équipements sportifs
Terrain de rugby agréé FFR, vestiaires et éclairage... Le stade porte le nom d'André Naudi, joueur emblématique du club et du rugby régional.

## Culture locale et patrimoine

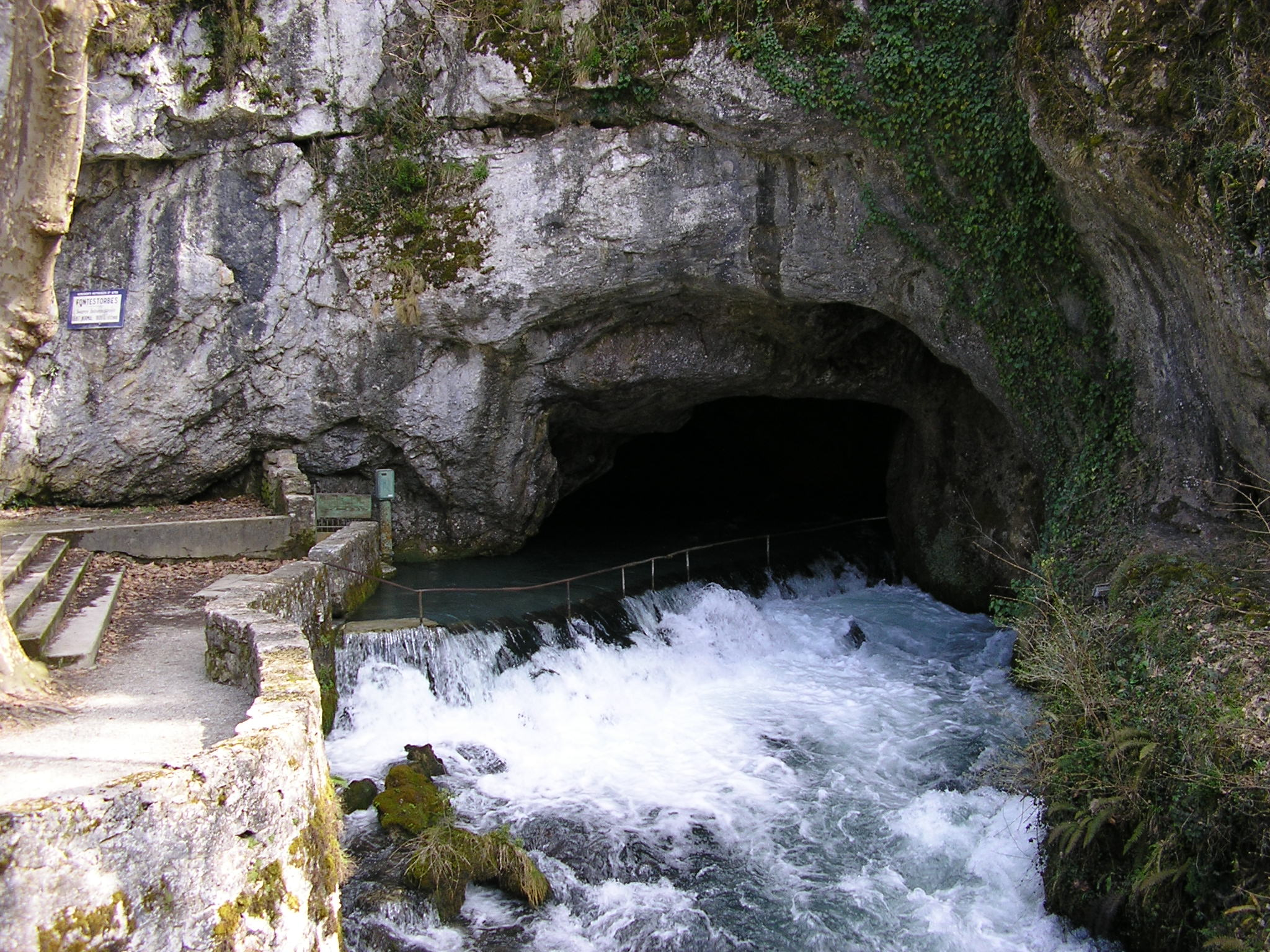
La fontaine intermittente de Fontestorbes.

### Lieux et monuments
- La fontaine intermittente de Fontestorbes, déjà connue à l'époque romaine. Une des dix plus importantes exsurgences de type vauclusien en France, elle se singularise par la régularité de ses intermittences et l'ampleur de leurs variations.
- La chapelle Notre-Dame du Val d'Amour, sanctuaire marial datant du XIVe siècle et lieu de pèlerinage le lundi de Pentecôte.
- Église Saint-Blaise de Bélesta.
- La forêt de Bélesta, ancienne forêt royale qui fut exploitée pour les mâts de la flotte de Louis XIV. S'y trouve un endroit remarquable sur un itinéraire balisé : le gouffre des Corbeaux, d'une profondeur de 110 m au-dessus duquel a été construite une plateforme d'observation.
- Le col de la Croix des Morts et le col de Montségur.
- Les ruines du château d'Amont : il fut au XVIe siècle, à l'époque des guerres de religion, la demeure du chef des Réformés Jean-Claude de Lévis-Léran, baron d'Audou et de Bélesta, gouverneur du comté de Foix. En restauration depuis 2007 grâce à une association, il abrite en 2010 les œuvres du peintre Christian Constant[67].

À proximité : 
- le château cathare de Montségur ;
- le château de Puivert ;
- le manoir de la famille Bataller ;
- la croix de millet ;
- les gorges de la Frau.

### Galerie de photos

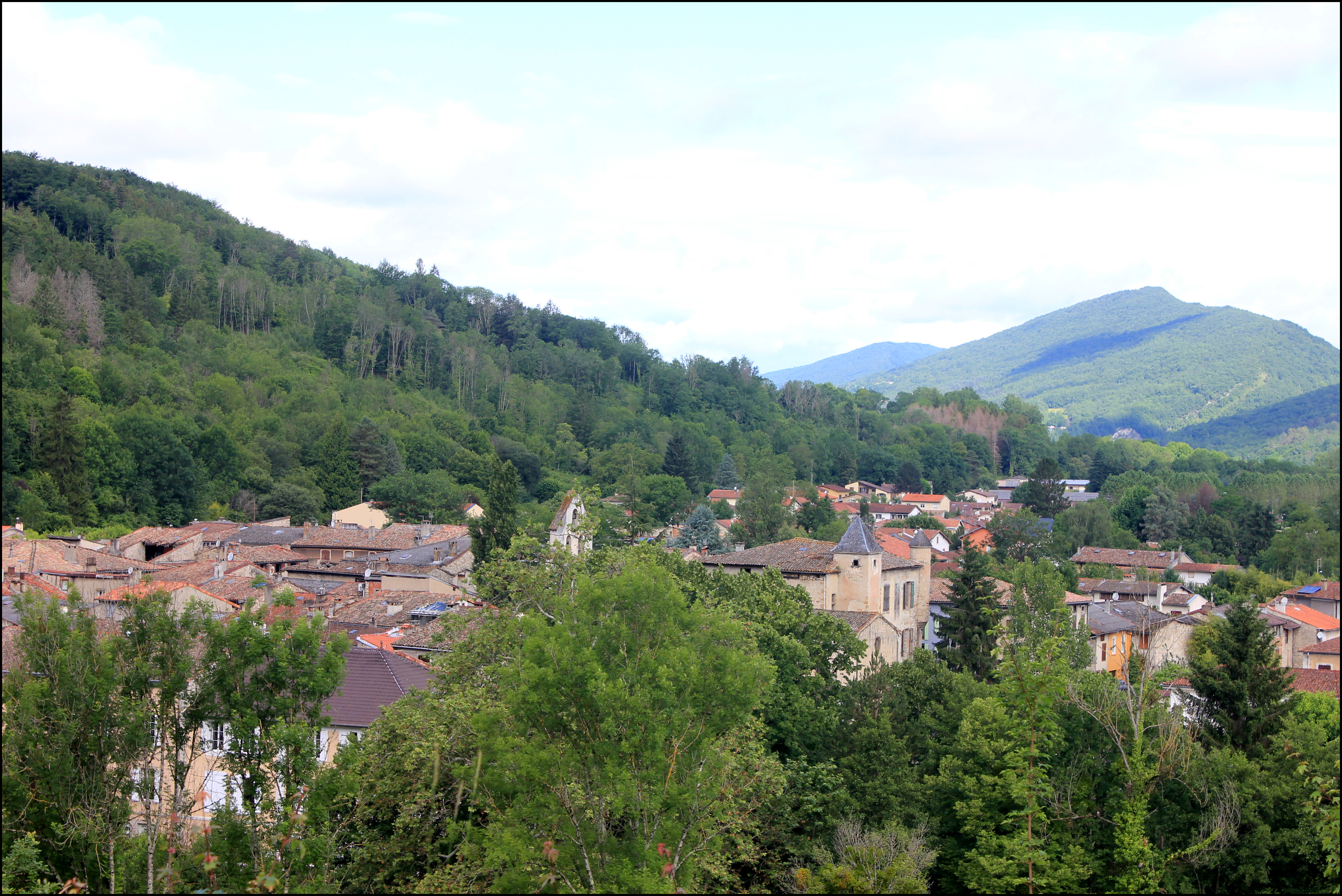
Vue plongeante sur le village depuis le château d'Amont.
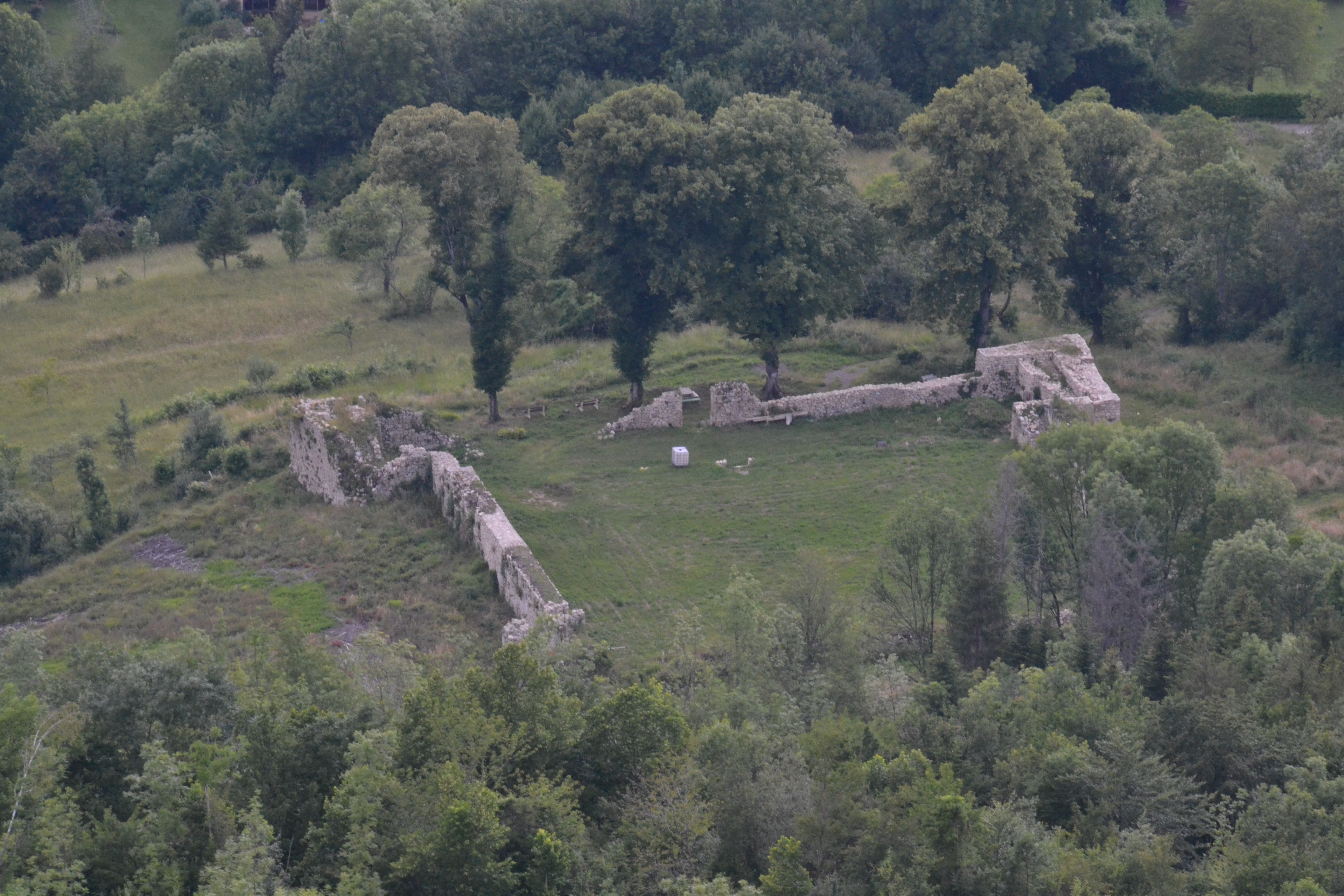
Ruines du château d'Amont (vue 1).
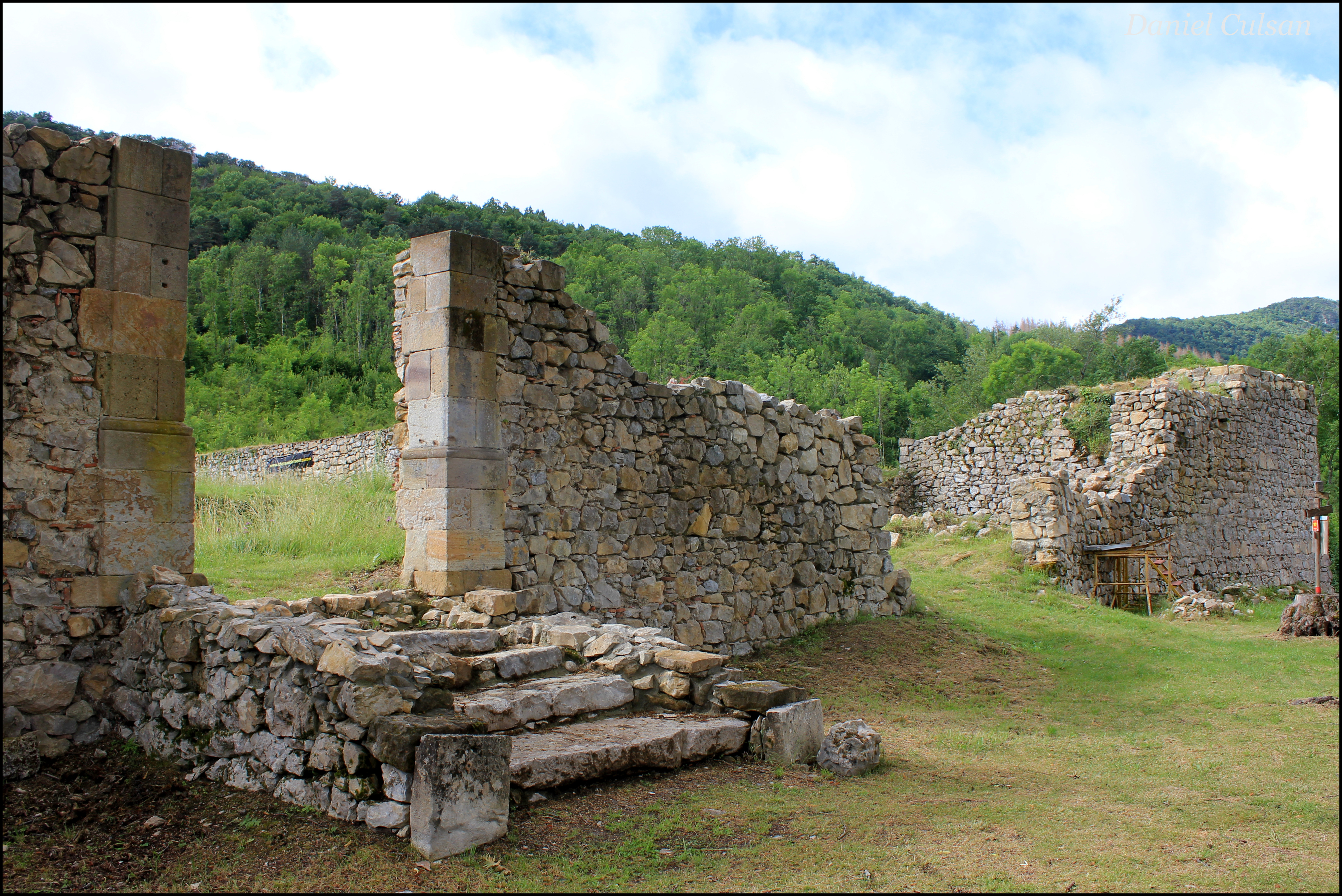
Vestiges du château d'Amont (vue 2).
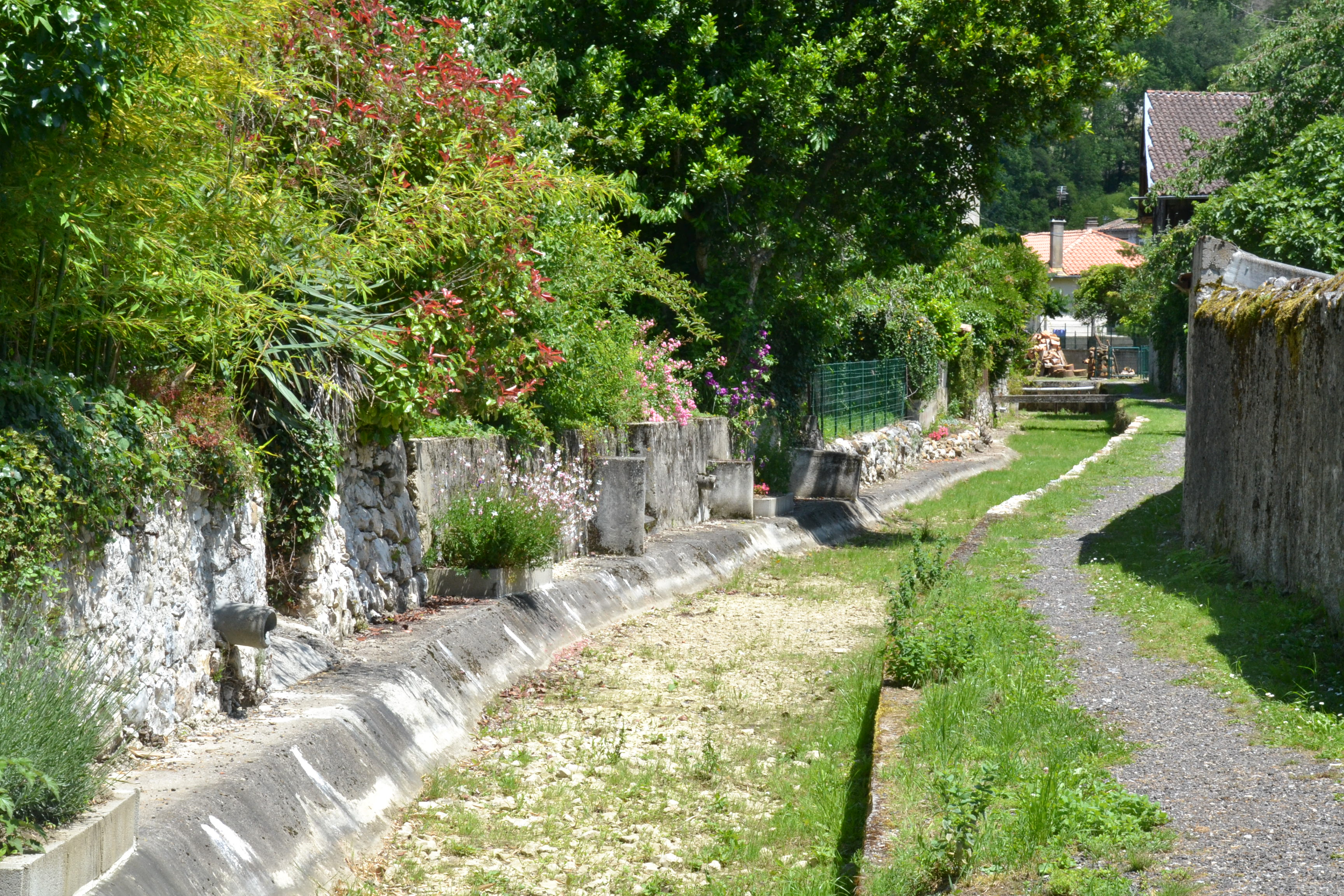
Ancien canal des moulins.
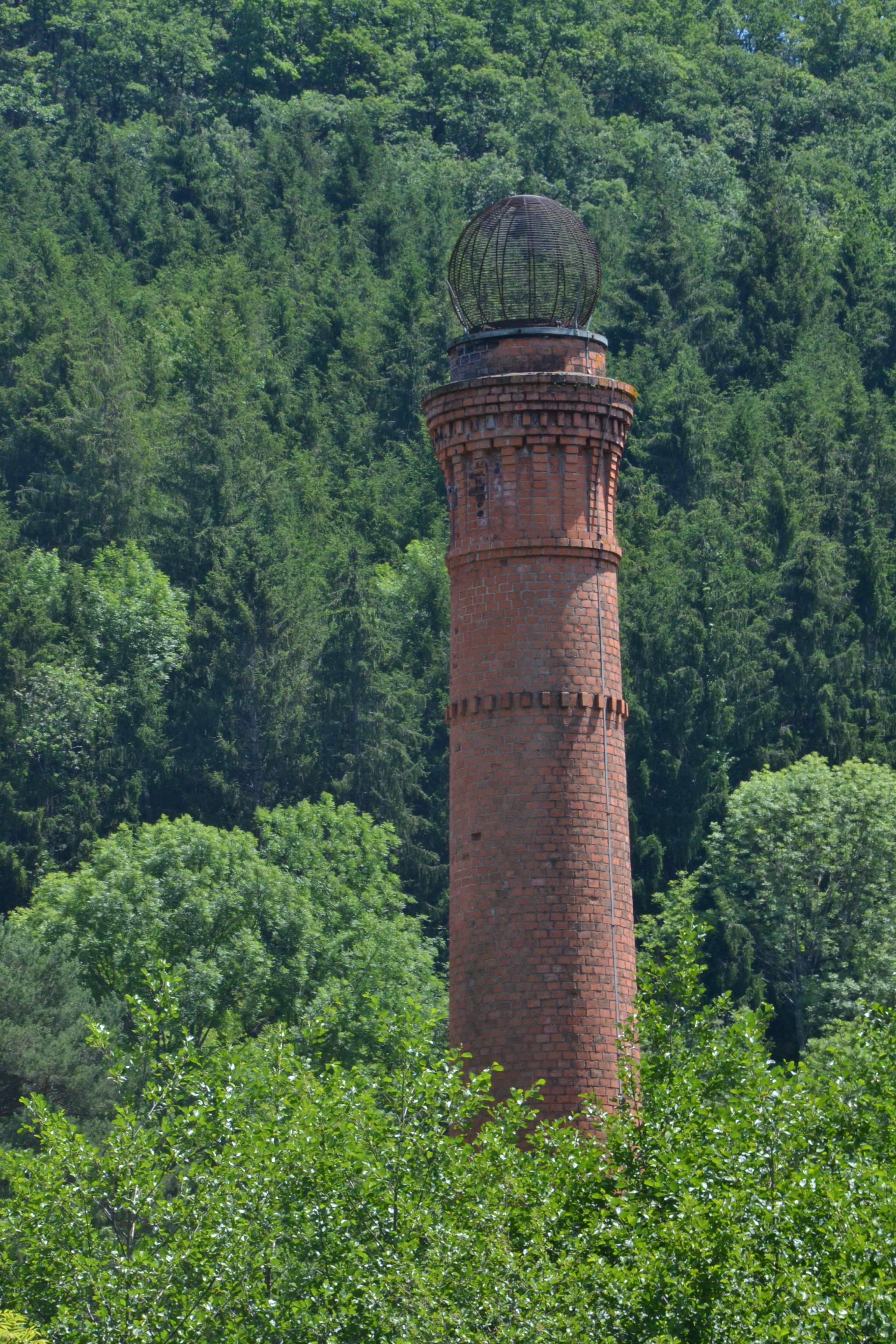
Cheminée de l'ancienne scierie.
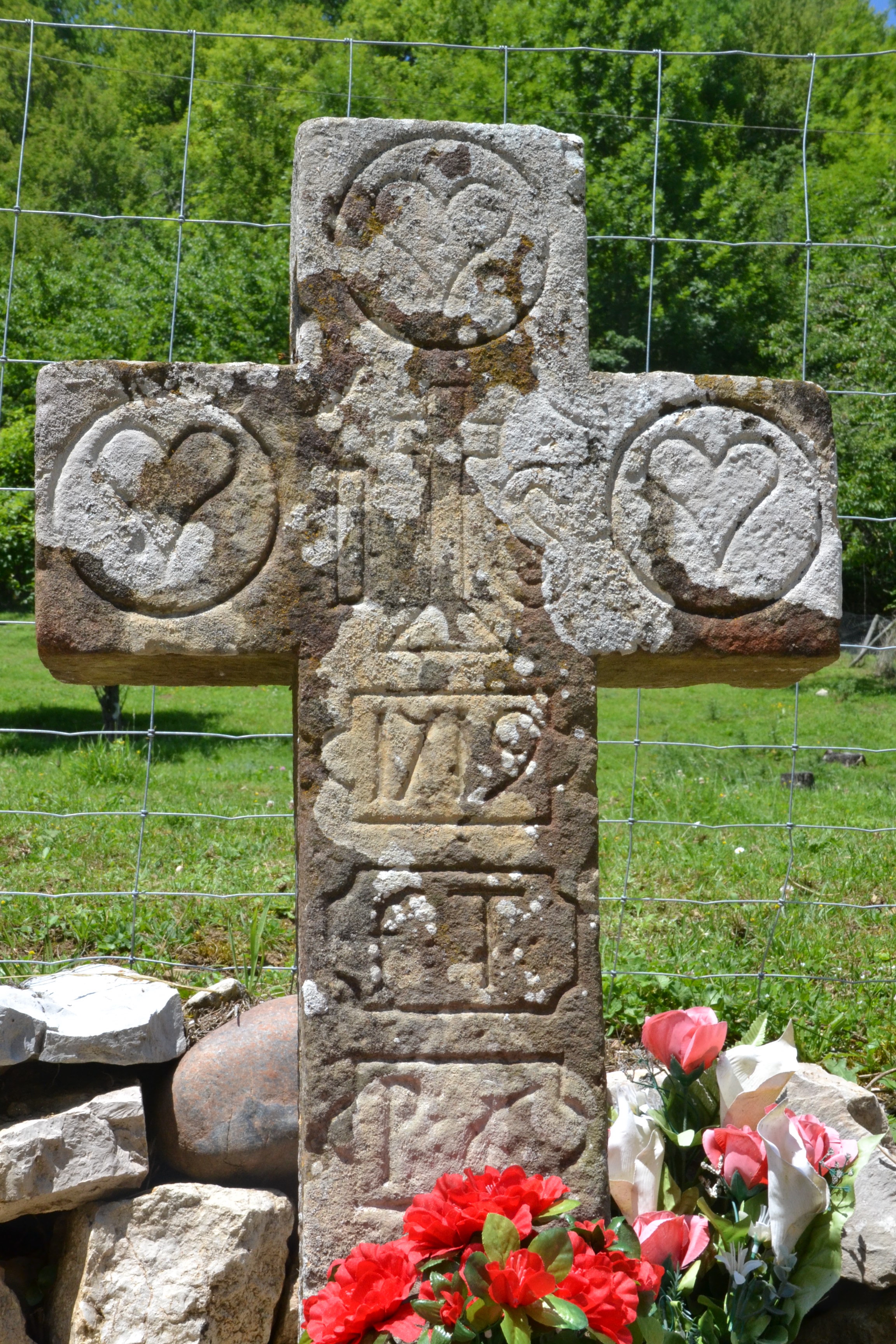
Croix de chemin.
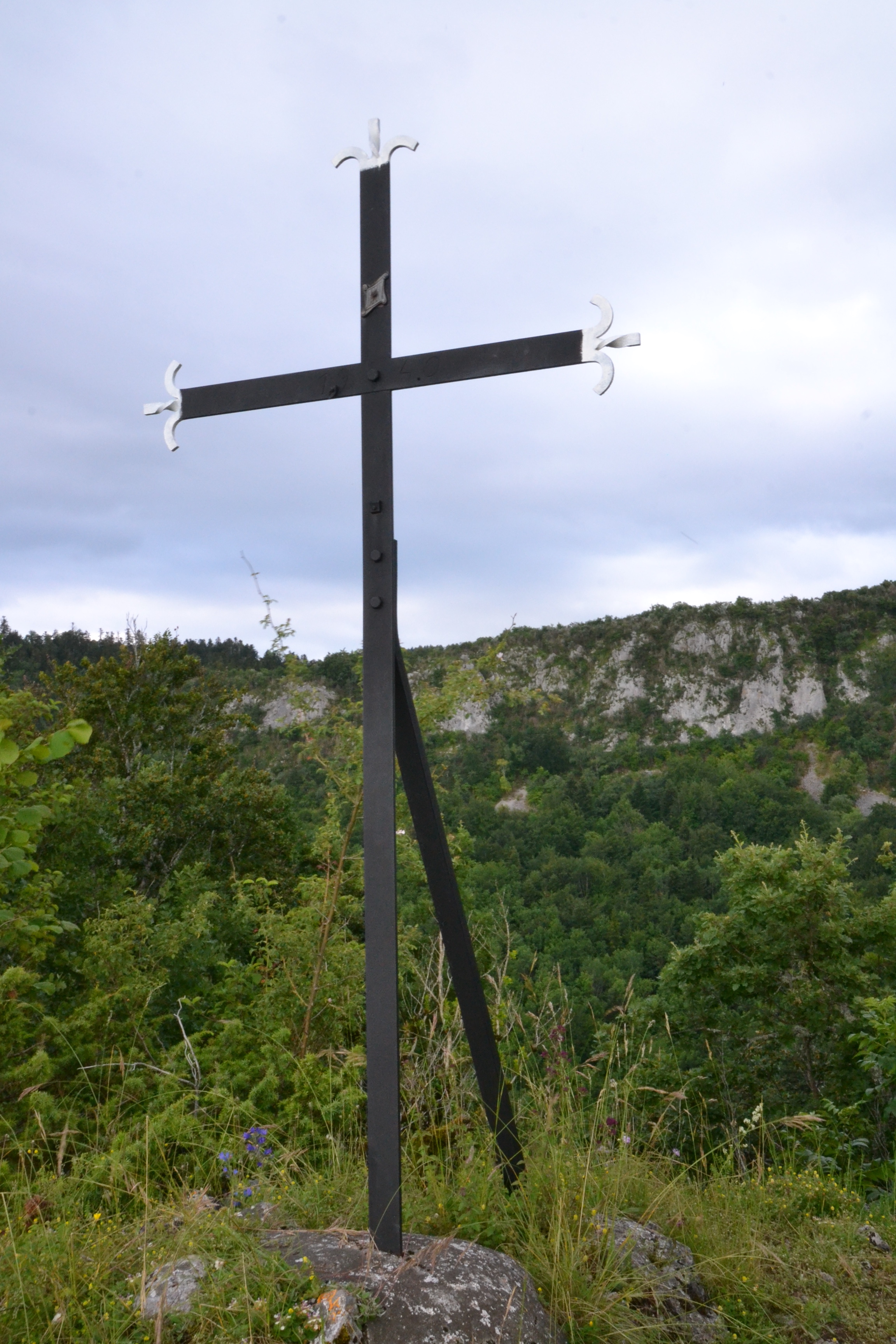
La croix de Millet.

### Personnalités liées à la commune
- Jean-Baptiste Mercadier né le 18 avril 1750 à Bélesta, mort en 1816, ingénieur et auteur notamment d'une « Ébauche d'une description abrégée du département de l'Ariège » en 1801.
- Noël Naudi, né en 1897, engagé volontaire à 18 ans en 14-18, enseignant et directeur d'école, maire et conseiller général du canton de Lavelanet, écrivain, poète et musicien, fondateur de l'Amicale sportive de Bélesta xv.
- Julien-Marie Durand (1904-1970), né à Bélesta, préhistorien[68], abbé nommé à Montségur, à Mijanès puis à Rieucros.
- Robert Naudi (1927-2003), né à Bélesta, fut président du Conseil général de l'Ariège[69] de 1985 à 2001.
- Henri Martre (1928-2018), né à Bélesta, polytechnicien, ancien PDG d'Aérospatiale.
- André Lagarde, né à Bélesta, professeur d'espagnol et d'occitan, linguiste occitan, écrivain.
- Gérald Branca (1902-1983), général, international de rugby à XV (quel lien avec Bélesta ?)
- Paul Pibouleau, né à Bélesta, professeur, écrivain et poète.
- Gérard Miguel, président-fondateur de l'association les Fils de Bélesta, membre de la Ligue Occitanie Rugby et de la World Cup rugby. Et Initiateur des noms ....stade de rugby au nom d'André Naudi, de l'aire champêtre de la Garinette et d'une avenue à Toulouse au nom d'Henri Martre. Créateur avec ses frères de l'école de rugby de Bélesta - haute vallée de l'Hers
- Norbert Sclippa, né à Bélesta, professeur à l'Université de Charleston (Caroline du Sud), écrivain et spécialiste du Marquis de Sade.
- Jean Claude Sclippa, né à Bélesta, enseignant et artiste peintre.
- Céline Bara, actrice pornographique, réside à Bélesta.
- Pidoux C et JP, généraux et directeurs régionaux de gendarmerie.

Le club ASB xv sous l'impulsion de Gérard Miguel organisa tous les lundis de Pentecote un tournoi de rugby à 7. en France ce fut le premier club régional à initier cette pratique et le second en France après le PUC. Gérard Miguel créa aussi l'école de rugby de Bélesta qui compta près de 80 élèves dont Jean-Luc Castel, joueur emblématique des compétitions régionales et coatch des féminines locales puis départementales.
L'ASB forma des joueurs comme Clément Géraud, André Lannes, les frères Amiel, Louis Monie, Clovis Gallardo, Guy Arnaud qui coacha Pamiers en nationale et aussi B. Clerc, président du comité de rugby des Flandres.

### Héraldique
| Armes de Bélesta | Les armes de Bélesta se blasonnent ainsi : D'argent plain, au chef bandé de gueules et d'argent. |